# 당곡중학교
당곡중학교(堂谷中學校)는 대한민국 서울특별시 관악구 봉천동에 있는 공립 중학교이다.

## 학교 연혁
- 1983년 3월 1일 : 초대 김동희 교장 취임
- 1983년 3월 4일 : 1983학년도 입학식
- 1986년 2월 13일 : 제1회 졸업식
- 1993년 10월 29일 : 서울특별시 교육청 지정 영어과 연구학교 공개보고회
- 2002년 4월 1일 : 학교 급식 시설 완공 및 급식 실시
- 2002년 9월 17일 : 정보문화센터 개관
- 2002년 12월 20일 : 학교 녹지 공원 조성 및 조경 공사 준공
- 2008년 11월 21일 : 학생식당 설치 및 특별교실 6실 증축
- 2012년 7월 16일 : 복합관 준공
- 2021년 9월 1일 : 제16대 박치동 교장 취임
- 2022년 1월 5일 : 제37회 졸업식(남 105명, 여 91명 8학급 총 196명, 누계 17,715명)

## 참고 자료
- 당곡중학교 - 한국교육학술정보원 학교알리미